# 1610年代
1610年代（せんろっぴゃくじゅうねんだい）は、西暦（グレゴリオ暦）1610年から1619年までの10年間を指す十年紀。

## できごと

### 1610年
- フランス国王アンリ4世が暗殺され、息子のルイ13世が即位。
- ポーランド軍、モスクワを占領する（-1612年）。
- 竹中工務店創業。

### 1611年
- 5月9日（慶長16年3月27日） - 後陽成天皇が譲位し、第108代後水尾天皇が践祚。
- 5月24日（慶長16年4月12日） - 後水尾天皇が即位の礼を行う。
- スウェーデン王グスタフ・アドルフ（獅子王）が17歳で即位。
- カルマル戦争（-1613年）。

### 1612年
- 神聖ローマ皇帝ルドルフ2世が退位させられ、弟のマティアスが即位。
- 江戸幕府が直轄地に対して禁教令を布告。

### 1613年
- ミハイル・ロマノフがツァーリに即位し、ロシア帝国ロマノフ朝が創始。
- 伊達政宗が支倉常長を使者として慶長遣欧使節をローマに派遣。

### 1614年
- 7月 - 方広寺鐘銘事件。
- 10月〜12月 - 大坂冬の陣。
- ブロワの三部会召集（以後1789年まで閉会）。

### 1615年
- 4月〜5月 - 大坂夏の陣（元和偃武）。
- 9月5日（慶長20年7月13日） - 日本、改元して元和元年。

### 1616年
- ヌルハチ即位、後金（清の前身）の成立。
- 5月22日（元和2年4月17日） - 徳川家康が没する。

### 1617年
- 3月9日 - ストルボヴァの和約締結（イングリア戦争）。

### 1618年
- 神聖ローマ帝国で三十年戦争勃発（-1648年）。
- 12月11日 - デウリノの和約締結。ロシア大動乱（ロシア・ポーランド戦争）の終結。

### 1619年
- サルフの戦いで、後金のヌルハチが明に勝利。
- 神聖ローマ皇帝フェルディナント2世が即位。
- オランダ東インド会社がジャカルタを獲得しバタヴィアと改名。